# Riyom
Riyom è una città della Repubblica Federale della Nigeria appartenente allo Stato di Plateau. È capoluogo dell'omonima area a governo locale (local government area) che si estende su una superficie di 807 km² e conta una popolazione di 131.557 abitanti.